# منتخب هونغ كونغ تحت 20 سنة لاتحاد الرغبي
منتخب هونغ كونغ الوطني لاتحاد الرغبي تحت 20 سنة هو ممثل هونغ كونغ الرسمي في المنافسات الدولية في اتحاد الرغبي .